# Deyverson
Deyverson, właśc. Deyverson Brum Silva Acosta (ur. 8 maja 1991 w Rio de Janeiro) – brazylijski piłkarz występujący na pozycji napastnika w Atlético Mineiro.